# Pertuis de Maumusson
Pour les articles homonymes, voir Maumusson.
Le pertuis de Maumusson est un détroit séparant la presqu'île d'Arvert de l'île d'Oléron, dans le département de la Charente-Maritime.
Formant un étroit goulet entre la pointe Espagnole et la pointe de Gatseau, il s'élargit ensuite et forme une sorte de petite mer intérieure au large de Ronce-les-Bains et de Saint-Trojan-les-Bains, entre la pointe de Manson, la pointe aux Herbes et la pointe de Bonnemort, où la Seudre vient se jeter.
Mettant en communication l'océan Atlantique et le coureau d'Oléron, c'est un endroit redouté des marins du fait de la puissance des courants, des forts remous caractéristiques des phénomènes de maelstrom — décrits avec précision par Victor Hugo lors de son voyage dans la région — et de la formation de déferlantes, en particulier par mauvais temps. Ces conditions de navigation particulièrement difficiles en font un endroit sujet à de nombreux naufrages.
Il tire son nom de l'ancien français « Mauvaise musse », signifiant « Mauvais chemin ».
Il fait partie du parc naturel marin de l'estuaire de la Gironde et de la mer des Pertuis créé en 2015.

## Présentation
La séparation de l'île d'Oléron et de la presqu'île d'Arvert intervient sans doute au moment de la transgression flandrienne. Le pertuis de Maumusson, qui forme un petit bras de mer entre ces deux entités géographiques, est soumis à un régime de courants particulièrement violents (dépassant parfois les 4 nœuds) courants de marée en liaison avec l'estuaire de la Gironde d'une part, avec le pertuis d'Antioche d'autre part. La houle, qui se brise sur des hauts fonds sableux, est ici particulièrement redoutable, et oblige les navigateurs à faire preuve d'une très grande prudence, en particulier par houle d'ouest. De puissantes déferlantes en font un endroit particulièrement sensible, en dépit d'un balisage se voulant aussi efficace que possible.
La puissance des courants « rabote » les dunes depuis des siècles, formant autant de bancs de sable pernicieux (banc des Mattes, Auger, Perquis, Petit Barat, du Bri, de La Palette, de Trompe-Sot). Sur l'île d'Oléron, la dune recule ainsi en moyenne de 10 à 25 mètres par an. Sur la presqu'île d'Arvert, l'anse du Galon d'or est un havre bien abrité. Le marais du Galon d'or est une petite lagune d'une grande richesse biologique.
Les violents courants et les énormes vagues (en particulier par mauvais temps) ont marqué les esprits depuis des siècles, et ont été relatés dans de nombreuses publications. Au Moyen Âge, le chroniqueur Richard le Poitevin décrit le pertuis en ces termes : « jusqu'aux gorges du fougueux océan ayant son origine dans la haute mer (...) un courant marin arrive dans cet endroit et se précipite en écumant vers l'orient, faisant entendre de tous côtés aux oreilles des habitants de diverses régions une sorte de continuel mugissement». Rabelais évoque Maumusson et fait réchapper son héros Gargantua d'une « espouvantable tempeste » survenue au large de l'« île des mécréants » (il s'agit d'Arvert, considérée à l'époque comme une île, et important bastion huguenot).
Bernard Palissy note, à propos du pertuis de Maumusson : « il se fait ordinairement des vagues dedans la mer aussy hautes que des montaignes et mesmes es passage de Maumusson, lesquelles vagues sont si grandes que les navires n'y peuvent passer sans estre en grand péril de naufrage et s’en perd grand nombre au dit passage (...) Quand la mer est ainsi esmeue, les navires se donnent bien garde d’y passer. ».
Au début du XVIIIe siècle, le géographe Claude Masse note que : « il (le pertuis) est remarquable par le grand bruit qu'il fait. Quand le vent est à l'occident on l'entend à 4 ou 5 lieues dans les terres par l'agitation et le brisement de la mer sur les grands bancs de sable ». En 1843, Victor Hugo en parle en ces termes : « Entendez mugir le Pertuis de Maumusson (...) Un des nombrils de la mer, les eaux de la Seudre, les eaux de la Gironde, les grands courants de l’Océan, les petits courants de l’extrémité méridionale de l’île pèsent là, à la fois de quatre points différents sur les sables mouvants que la mer a entassés sur la côte et font de cette masse un tourbillon (...). Tout gros navire qui touche le pertuis est perdu. Il s’arrête court, puis s’enfonce lentement. Rien ne peut arrêter dans son mouvement lent et terrible la redoutable spirale qui a saisi le navire ».

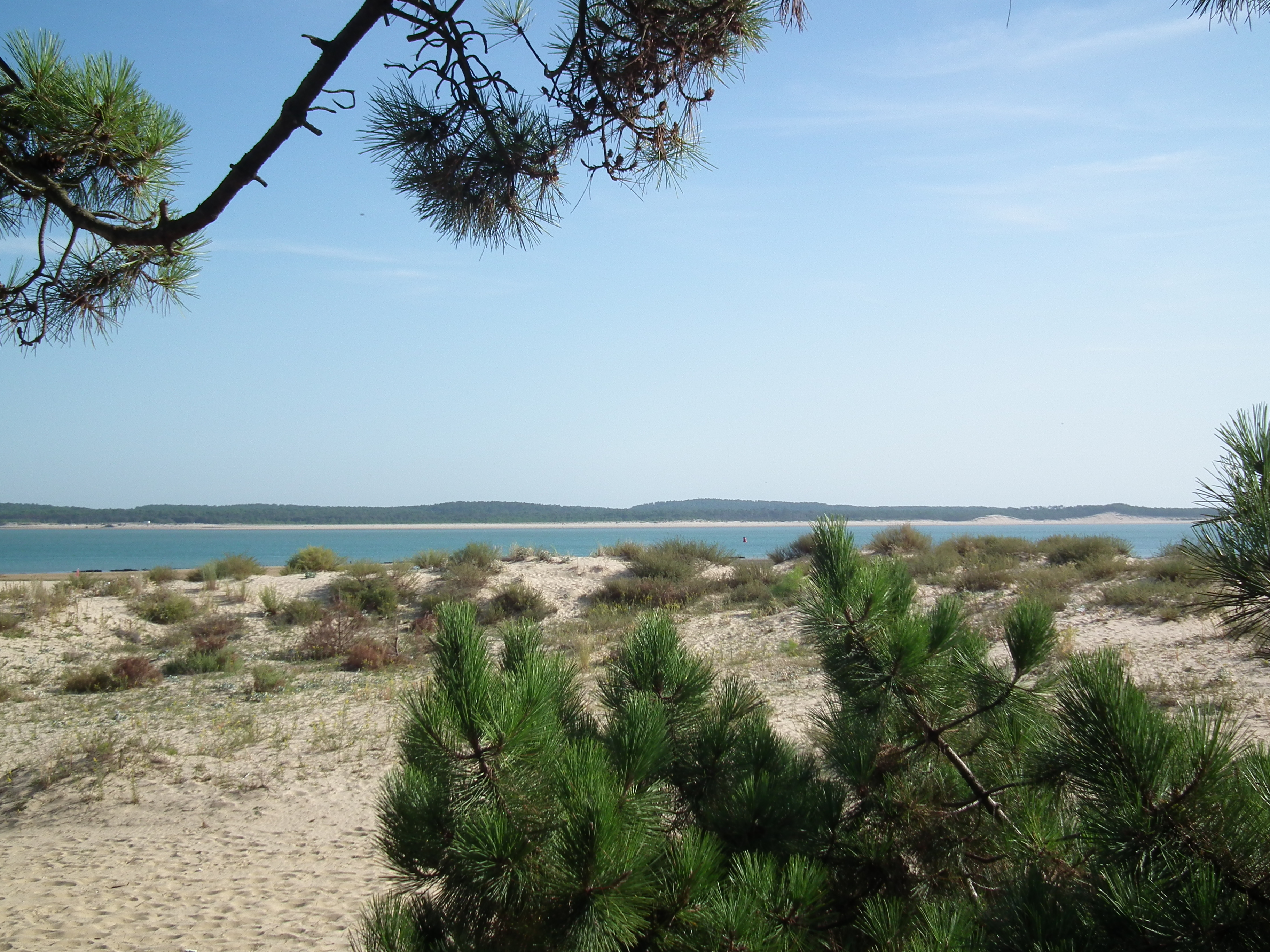
Le pertuis vu depuis la pointe de Gatseau, sur l'île d'Oléron.

Dans son ouvrage « Les Drames de la Côte Sauvage », paru en 1884, P.L. Imbert écrit : « on me raconte, qu’à l’endroit où nous sommes, deux pêcheurs furent surpris, un soir, par une violente tempête. Jamais ils n’avaient vu la mer aussi grosse, le ciel aussi noir. Muets d’horreur, glacés d’épouvante, ils se prirent la tête à deux mains et, sans pensée, — pas même celle de leur famille, — attendirent la mort... Le lendemain, ils se trouvèrent, sans savoir comment, sur les côtes de Bretagne ! ».
La légende s'est également emparé du lieu, qui serait hanté, et où se trouverait une cité engloutie. Il serait ainsi très dangereux de naviguer à marée basse à Maumusson car l'on risquerait de heurter le clocher de l'église ! Un proverbe marin résume bien la crainte qu'inspire ce lieu depuis des siècles : « Préservez-nous, seigneur, du chant de la sirène, de la queue de la baleine, et du trou de Maumusson ».

## Naufrages
De nombreux navires ont fait naufrage à Maumusson au cours des siècles. L'amirauté de Marennes y dénombre 73 naufrages sur la période des XVIIIe et XIXe siècles.
Ainsi du « Princesse Éléonore » en 1717, de l'« Élizabeth-Catherine », en provenance de Hambourg, en 1734, de la « Notre-Dame de Carmen », en provenance de Saint-Sebastien, en 1759, de l'« Aimable Françoise » en 1743 (17 morts), du « Hasard » en 1768 (sur 265 hommes d'équipage, seuls 12 peuvent être secourus), de l'« Antonio-Carmen » en 1823, de « La Jeune Gabrielle » en 1857, de « L’Espérance » en 1863 (4 morts), de « L’Abanian », en provenance de Sunderland, en 1865, de la goélette bolivienne « L’Hermance » en 1870, de « L’Alphonsine » en 1880 (10 morts), du navire uruguayen « Presidente Viera » en 1916 (son épave est toujours visible à marée basse, sur la plage de la Giraudière-Oléron) et du chalutier « Le Squale » le 31 août 2011 (liste non exhaustive). À noter également la disparition, dans la nuit du 14 au 15 novembre 1993, du rameur russe Evgueni Smurgis, qui avait entamé un tour du monde à la rame depuis Dikson (Sibérie). Son bateau est exposé au musée maritime de La Tremblade.